# Qualificazioni al campionato mondiale di calcio a 5 2024 - UEFA - Turno principale

## Fase a gironi

### Sorteggio
Il sorteggio per il turno principale si è tenuto il 7 luglio 2022 presso il quartier generale dell'UEFA a Nyon, in Svizzera. Le 36 squadre partecipanti, consistenti delle 23 con il ranking più alto a settembre 2021 e le 13 provenienti dal turno preliminare, sono state divise in 3 fasce in base al ranking di aprile 2022 e sorteggiate in 12 gironi di 3 squadre ciascuno.
| Nazionali | Nazionali   | Nazionali   | Nazionali            |
| --------- | ----------- | ----------- | -------------------- |
| Spagna    | Russia      | Portogallo  | Kazakistan           |
| Croazia   | Serbia      | Azerbaigian | Italia               |
| Rep. Ceca | Ucraina     | Slovenia    | Bosnia ed Erzegovina |
| Polonia   | Finlandia   | Romania     | Slovacchia           |
| Georgia   | Bielorussia | Paesi Bassi | Ungheria             |
| Francia   | Belgio      | Lettonia    | Macedonia del Nord   |

| Gruppo | Vincitrici | 2ᵉ classificate | Migliore 3ª classificata |
| ------ | ---------- | --------------- | ------------------------ |
| A      | Germania   | Montenegro      |                          |
| B      | Danimarca  | Cipro           | Norvegia                 |
| C      | Armenia    | Kosovo          |                          |
| D      | Lituania   | Israele         |                          |
| E      | Svezia     | Austria         |                          |
| F      | Moldavia   | Grecia          |                          |

| Squadra     | Coeff.   | Rank |
| ----------- | -------- | ---- |
| Portogallo  | 2693.758 | 1    |
| Spagna      | 2488.909 | 3    |
| Kazakistan  | 2367.187 | 4    |
| Croazia     | 2051.042 | 5    |
| Serbia      | 2050.143 | 6    |
| Azerbaigian | 2015.589 | 7    |
| Ucraina     | 2009.816 | 8    |
| Italia      | 1934.516 | 9    |
| Rep. Ceca   | 1887.535 | 10   |
| Georgia     | 1871.616 | 11   |
| Finlandia   | 1854.372 | 12   |
| Slovacchia  | 1847.970 | 13   |

| Squadra              | Coeff.   | Rank |
| -------------------- | -------- | ---- |
| Slovenia             | 1841.333 | 14   |
| Bosnia ed Erzegovina | 1837.207 | 15   |
| Polonia              | 1781.027 | 16   |
| Romania              | 1738.151 | 17   |
| Paesi Bassi          | 1686.516 | 18   |
| Bielorussia          | 1646.403 | 19   |
| Ungheria             | 1637.232 | 20   |
| Francia              | 1615.979 | 21   |
| Belgio               | 1607.692 | 22   |
| Lettonia             | 1464.140 | 23   |
| Macedonia del Nord   | 1449.976 | 24   |
| Moldavia (F)         | 1419.922 | 25   |

| Squadra        | Coeff.   | Rank |
| -------------- | -------- | ---- |
| Montenegro (A) | 1321.596 | 26   |
| Kosovo (C)     | 1264.428 | 28   |
| Norvegia (B)   | 1255.233 | 30   |
| Danimarca (B)  | 1236.240 | 31   |
| Svezia (E)     | 1235.426 | 32   |
| Armenia (C)    | 1217.145 | 33   |
| Germania (A)   | 1188.549 | 35   |
| Grecia (F)     | 1155.396 | 36   |
| Israele (D)    | 1142.105 | 37   |
| Cipro (B)      | 1085.011 | 39   |
| Lituania (D)   | 910.904  | 42   |
| Austria (E)    | 728.018  | 49   |

### Gironi
Le prime classificate e le quattro migliori seconde avanzavano al turno élite, mentre le altre otto seconde classificate si qualificavano ai play-off del turno principale. Le gare sono iniziate il 17 settembre e sono state completate l'8 marzo 2023. Gli orari delle partite giocate entro il 29 ottobre sono indicati come CEST (UTC+2), mentre quelle giocate dal 30 ottobre sono indicati come CET (UTC+1), come indicato dall'UEFA. Gli orari locali, se differenti, sono indicati tra parentesi.

#### Girone 1
| Squadra  | P.ti | G | V | N | P | GF | GS | DR  |
| -------- | ---- | - | - | - | - | -- | -- | --- |
| Spagna   | 12   | 4 | 4 | 0 | 0 | 35 | 2  | +33 |
| Moldavia | 6    | 4 | 2 | 0 | 2 | 11 | 12 | -1  |
| Cipro    | 0    | 4 | 0 | 0 | 4 | 1  | 33 | -32 |

| Arbitri: | Lukáš Peško Rastislav Behancin Martin Matula |
| Crono:   | Igor Soltanici                               |

| |           |                   |
| Tacot 3'59'’ Cojocaru 7'08'’ Laşcu 13'01'’ Obadă 28'39'’, 37'19'’ A. Negara 31'24'’ Timpeu 38'21'’ | Marcatori | 38'29'’ Skarparis |

| Arbitri: | Cédric Pelissier Victor Chaix Julien Lang |
| Crono:   | Fermin Sanchez Molina                     |

| |           |                            |
| Lozano 2'57'’, 34'49'’ (rig.) Chino 7'39'’ A. Fernández 12'23'’ Pacheco 24'04'’ Boyis 29'09'’ Campos 39'58'’ | Marcatori | 6'44'’ Obadă 32'32'’ Tacot |

| Arbitri: | Denys Kutsyi Yevhen Hordiienko Mariia Myslovska |
| Crono:   | Michalis Christofidis                           |

|  |           | |
|  | Marcatori | 4'06’ Raya 9'57'’ S. González 12'21'’, 34'17'’ Mellado 13'05'’ Campos 15'46'’ Cecilio 21'28'’ A. Fernández 28'41'’ (aut.) Kanjo 28'57'’ Chino 29'40'’, 39'17'’ Solano |

| Arbitri: | Damian Grabowski Slawomir Steczko Monika Czudzinowicz |
| Crono:   | Jose Javier Cidoncha Cortes                           |

| |           |  |
| Lozano 2'30'’, 17'10'’ (rig.) A. Fernández 7'13'’ Chino 13'29'’ R. Gómez 19'23'’, 26'58'’ Skarparis 21'57'’ (aut.) Campos 24'32'’, 35'40'’ S. González 28'14'’ Mellado 30'55'’ P. Ramírez 31'34'’ Mínguez 39'35'’ | Marcatori |  |

| Arbitri: | Marjan Mladenovski Josip Barton Done Ristovski |
| Crono:   | Larisa Eleni Avramidou                         |

|  |           |                             |
|  | Marcatori | 15'22'’ Laşcu 20'42'’ Obadă |

| Arbitri: | David Grøndal Nissen Telmen Undrakh Dag Erik Tangvik |
| Crono:   | Igor Soltanici                                       |

|  |           |                                                       |
|  | Marcatori | 4'25'’, 5'49'’, 35'11'’ P. Ramírez 10'03'’ R. Jiménez |

#### Girone 2
| Squadra | P.ti | G | V | N | P | GF | GS | DR  |
| ------- | ---- | - | - | - | - | -- | -- | --- |
| Georgia | 12   | 4 | 4 | 0 | 0 | 23 | 12 | +11 |
| Belgio  | 6    | 4 | 2 | 0 | 2 | 23 | 12 | +11 |
| Austria | 0    | 4 | 0 | 0 | 4 | 7  | 29 | -22 |

| Arbitri: | Grigori Ošomkov Jagnar Jakobson Arman Alaberkyan |
| Crono:   | Jiri Bergs                                       |

| |           |  |
| El Fakiri 4'40'’, 11'47'’ Rahou 8'19'’, 26'00'’ Dahbi Reda 10'58'’ Gréllo 15'50'’ Rajkovic 28'37'’ (aut.) Yachou 29'44'’ Ah. Sababti 35'17'’ Dillien 36'11'’, 37'56'’ | Marcatori |  |

| Arbitri: | Josip Barton Marjan Mladenovski Done Ristovski |
| Crono:   | Grigol Bliadze                                 |

|                                                              |           |                                 |
| Bynho 19'19'’ Drasler 24'58'’ Roninho 26'10'’ Thales 38'47'’ | Marcatori | 22'00'’ Rahou 36'44'’ El Fakiri |

| Arbitri: | Stephen Vella Martin Matula Doroteja Mušič |
| Crono:   | Daniel Stauber                             |

|                               |           |                                                                                     |
| Vukovic 16'09'’ Bicer 27'59'’ | Marcatori | 8'44'’ Todua 11'01'’, 26'19'’, 33'28'’ Drasler 12'05'’ Vilian 39'47'’ Sebiskveradze |

| Arbitri: | Lukáš Peško Rastislav Behancin Martin Matula |
| Crono:   | Grigol Bliadze                               |

|                                                                        |           |                                                    |
| Petry 5'46'’, 16'54'’, 17'18'’, 39'22'’ Thales 29'27'’, 34'55'’ (rig.) | Marcatori | 7'59'’, 23'57'’ Flögel 15'50'’ Bicer 22'18'’ Mrsic |

| Arbitri: | George Jansizian David Glavonjic Kastriot Gerxhaliu |
| Crono:   | Daniel Stauber                                      |

|               |           |                                                                                             |
| Skrgić 0'46'’ | Marcatori | 1'21'’ Dillien 18'52'’ Dahbi Reda 32'57'’, 36'52'’ Ah. Sababti 38'38'’ Adnane 38'50'’ Rahou |

| Arbitri: | Juan José Cordero Gallardo David Urdánoz Apezteguía Javier Moreno Reina |
| Crono:   | Juan Boelen                                                             |

|                                                                     |           | |
| Rahou 0'43'’ El Fakiri 4'41'’ Ah. Sababti 19'18'’ Ghislandi 37'46'’ | Marcatori | 4'24'’, 5'37'’ Bruno Gomes 15'28'’ Petry 19'54'’, 27'05'’ Thales 21'35'’ Ghavtadze 37'01'’ Saiotti |

#### Girone 3
| Squadra              | P.ti | G | V | N | P | GF | GS | DR |
| -------------------- | ---- | - | - | - | - | -- | -- | -- |
| Armenia              | 12   | 4 | 4 | 0 | 0 | 15 | 8  | +7 |
| Rep. Ceca            | 6    | 4 | 2 | 0 | 2 | 12 | 11 | +1 |
| Bosnia ed Erzegovina | 0    | 4 | 0 | 0 | 4 | 8  | 16 | -8 |

| Arbitri: | Stefan Vrijens Juan Boelen Jiri Bergs |
| Crono:   | Farik Keco                            |

|                                                            |           |                                                                   |
| Arnautović 0'38'’ Khromykh 5'11'’ (aut.) Milanović 36'11'’ | Marcatori | 7'09'’ Muller 24'19'’ Khromykh 35'40'’ Rozenski 39'33'’ Melkonyan |

| Arbitri: | Nicola Manzione Javier Moreno Reina Dario Pezzuto |
| Crono:   | Ondřej Černý                                      |

|                                                              |           |                               |
| Černý 9'00'’ Seidler 24'35'’ D. Drozd 25'49'’ Záruba 34'00'’ | Marcatori | 15'41'’ Gosto 33'05'’ Aladžić |

| Arbitri: | Michael Christofides Nicolas Nicolaou Georgios Kozakos |
| Crono:   | Mihran Kudoyan                                         |

|                                                  |           |                                  |
| Muller 9'46'’ Khromykh 24'31'’, 28'13'’, 39'57'’ | Marcatori | 3'11'’ Křivánek 38'25'’ P. Drozd |

| Arbitri: | Vasilios Christodoulis Antonios Adamopoulos Panagiotis Ntalas |
| Crono:   | Ondřej Černý                                                  |

|                 |           |                                                      |
| Rešetár 28'50'’ | Marcatori | 11'37'’, 20'39'’, 22'31'’ Sanosyan 37'41'’ Melkonyan |

| Arbitri: | Aleš Mocnik Peric Dejan Veselic Jernej Petek |
| Crono:   | Mihran Kudoyan                               |

|                                            |           |                                    |
| Sanosyan 8'44'’, 16'08'’ Melkonyan 26'19'’ | Marcatori | 16'28'’ S. Ivanković 30'43'’ Jelić |

| Arbitri: | Chiara Perona Daniele D'Adamo Martina Piccolo |
| Crono:   | Nikola Tadic                                  |

|               |           |                                                                          |
| Gašpar 4'55'’ | Marcatori | 9'32'’ Vnuk 12'39'’ Holý 31'06'’ Seidler 31'20'’ P. Drozd 38'37’ Rešetár |

#### Girone 4
| Squadra     | P.ti | G | V | N | P | GF | GS | DR  |
| ----------- | ---- | - | - | - | - | -- | -- | --- |
| Portogallo  | 12   | 4 | 4 | 0 | 0 | 17 | 5  | +12 |
| Lituania    | 4    | 4 | 1 | 1 | 2 | 4  | 11 | -7  |
| Bielorussia | 1    | 4 | 0 | 1 | 3 | 8  | 13 | -5  |

| Arbitri: | Juan José Cordero Gallardo Alejandro Martinez Flores Pablo Delgado Sastre |
| Crono:   | Cristiano Santos                                                          |

|                                                                              |           |                                             |
| Mendonça 12'26'’ Matos 33'00'’ Zicky Té 34'05'’ Varela 35'30'’ Neves 38'18'’ | Marcatori | 6'17'’ Semianiuk 7'35'’ Zuyenak 39'57'’ Los |

| Arbitri: | Nikola Jelić Vedran Babic Mislav Džeko |
| Crono:   | Šarūnas Tamulynas                      |

|  |           |                                                                                                |
|  | Marcatori | 7'04'’, 24'20'’ Zicky Té 10'21'’ Neves 11'08'’ Varela 12'17'’ Brito 21'18'’ (aut.) Derendiajev |

| Arbitri: | Tomasz Frak Slawomir Steczko Dominik Cipinski |
| Crono:   | Miguel Castilho                               |

|                                  |           |  |
| Mendonça 13'57'’ Pauleta 33'24'’ | Marcatori |  |

| Arbitri: | Ondřej Černý Radim Cep Filip Nesnera |
| Crono:   | Gevorg Yeghoyan                      |

|                                                 |           |                   |
| Sipavicus 14'51'’ E. Baranauskas 15'54'’ (rig.) | Marcatori | 11'34'’ Matveenko |

| Arbitri: | Gábor Kovács Norbert Szilágyi Péter Zimonyi |
| Crono:   | Gevorg Yeghoyan                             |

|                             |           |                                       |
| Shvedko 20'34'’ Los 32'22'’ | Marcatori | 7'21'’ Voskunovič 36'34'’ Derendiajev |

| Arbitri: | Cédric Pelissier Victor Chaix Jordan Feltesse |
| Crono:   | Mihran Kudoyan                                |

|                                     |           |                                                                          |
| Zuyenak 22'07'’ Shimanovski 27'41'’ | Marcatori | 1'37'’ Mendonça 19'16'’ B. Coelho 28'13'’ Fábio Cecílio 29'06'’ Zicky Té |

#### Girone 5
| Squadra    | P.ti | G | V | N | P | GF | GS | DR  |
| ---------- | ---- | - | - | - | - | -- | -- | --- |
| Kazakistan | 10   | 4 | 3 | 1 | 0 | 17 | 4  | +13 |
| Slovenia   | 7    | 4 | 2 | 1 | 1 | 10 | 7  | +3  |
| Montenegro | 0    | 4 | 0 | 0 | 4 | 3  | 19 | -16 |

| Arbitri: | Damian Grabowski Slawomir Steczko Monika Czudzinowicz |
| Crono:   | Azra Ahmetovic                                        |

|                                                |           |                   |
| Osredkar 1'23'’ Čeh 29'46'’ Totošković 31'15'’ | Marcatori | 16'28'’ Obradović |

| Arbitri: | Kamil Çetin Ozan Soykan Ugur Cakmak |
| Crono:   | Timur Tursumbayev                   |

|                                         |           |  |
| Akbalikov 6'12'’ Douglas Júnior 35'41'’ | Marcatori |  |

| Arbitri: | Ibrahim El Jilali Jacob van Dijke Joern Te Kloeze |
| Crono:   | Vukic Femic                                       |

|                  |           |                                                                                  |
| Marković 16'48'’ | Marcatori | 10'04'’ Léo Jaraguá 18'27'’ Edson 28'04'’ Knaub 28'21'’ Akbalikov 37'12'’ Taynan |

| Arbitri: | Maximilian Alkofer Christian Gundler David Grøndal Nissen |
| Crono:   | Einadin Idrissov                                          |

| |           |  |
| Douglas Júnior 1'40'’ Abdumanapuly 3'00'’ Knaub 14'28'’ Akbalikov 20'35'’ Orazov 24'09'’, 24'21'’ Valiullin 39'07'’ | Marcatori |  |

| Arbitri: | Alejandro Martinez Flores David Urdánoz Apezteguía Javier Moreno Reina |
| Crono:   | Vukic Femic                                                            |

|                |           |                                                      |
| Kostić 28'44'’ | Marcatori | 2'03'’ Turk 11'53'’ Suban 24'53'’ Duščak 37'18'’ Čeh |

| Arbitri: | Marc Birkett Peter Nurse Mark Patchell |
| Crono:   | Azra Ahmetovic                         |

|                                          |           |                                                    |
| Čeh 8'44'’ Osredkar 23'55'’ Turk 25'27'’ | Marcatori | 5'03'’ Akbalikov 14'11'’ Tūrsağūlov 19'47'’ Taynan |

#### Girone 6
| Squadra     | P.ti | G | V | N | P | GF | GS | DR  |
| ----------- | ---- | - | - | - | - | -- | -- | --- |
| Polonia     | 9    | 4 | 3 | 0 | 1 | 17 | 7  | +10 |
| Azerbaigian | 9    | 4 | 3 | 0 | 1 | 18 | 12 | +6  |
| Grecia      | 0    | 4 | 0 | 0 | 4 | 3  | 19 | -16 |

| Arbitri: | Giulio Colombin Daniele D'Adamo Giovanni Zannola |
| Crono:   | Grzegorz Wiercioch                               |

|                                                      |           |  |
| Mrowiec 16'10'’ Zastawnik 16'37'’ Spychalski 24'10'’ | Marcatori |  |

| Arbitri: | Aslan Galayev Talgat Kosmukhambetov Turekhan Tursumbayev |
| Crono:   | Rza Mammadov                                             |

|                                                        |           |                                                 |
| Bağırov 9'59'’ Vilela 16'38'’, 23'06'’ Bolinha 33'31'’ | Marcatori | 6'06'’ Mrowiec 24'24'’ Leszczak 26'39'’ Surmiak |

| Arbitri: | Ademir Avdic David Glavonjic George Jansizian |
| Crono:   | Dimitrios Tzafolias                           |

|  |           | |
|  | Marcatori | 1'43'’ Vilela 5'00'’, 15'17'’ Bağırov 17'32'’, 24'28'’ Éverton Cardoso 36'27'’ Bolinha 39'52'’ Felipinho |

| Arbitri: | Kirill Naishouler Arttu Kyynaeraeinen Paavo Komppa |
| Crono:   | Dimitrios Tzafolias                                |

|                      |           |                                                        |
| Manos 28'45'’ (rig.) | Marcatori | 11'09'’, 38'01'’ Kriezel 14'40'’ Marek 39'33'’ Surmiak |

| Arbitri: | Eduardo Coelho Cristiano Santos Filipe Duarte |
| Crono:   | Jeyhun Huseynov                               |

|                                                                               |           |                             |
| Edu 2'23'’ Ensi 8'28'’ (aut.) Vilela 11'24'’ Felipinho 20'57'’ Amadeu 31'20'’ | Marcatori | 23'47'’ Ensi 26'27'’ Ntatis |

| Arbitri: | Grigori Ošomkov Ingus Puriņš Jagnar Jakobson |
| Crono:   | Marta Brudnicka                              |

|                                                                                        |           |                               |
| Zastawnik 3'48'’, 27'05'’, 27'35'’, 30'05'’, 32'48'’ Raszkowski 3'54'’ Kriezel 31'57'’ | Marcatori | 23'09'’ Atayev 28'00'’ Amadeu |

#### Girone 7
| Squadra  | P.ti | G | V | N | P | GF | GS | DR  |
| -------- | ---- | - | - | - | - | -- | -- | --- |
| Croazia  | 10   | 4 | 3 | 1 | 0 | 19 | 3  | +16 |
| Ungheria | 5    | 4 | 1 | 2 | 1 | 10 | 9  | +1  |
| Israele  | 1    | 4 | 0 | 1 | 3 | 4  | 21 | -17 |

| Arbitri: | Jan Kresta Filip Nesnera Radim Cep |
| Crono:   | Gábor Kovács                       |

|                           |           |                                         |
| Tatai 9'49'’ Rábl 14'34'’ | Marcatori | 17'19'’ (aut.) Dávid 32'53'’ Ben Aharon |

| Arbitri: | Miguel Castilho Rúben Santos Filipe Duarte |
| Crono:   | Mislav Džeko                               |

|                                                                             |           |                  |
| Sekulić 9'41'’ Čekol 11'43'’ Jelavić 15'43'’ Jurlina 16'31'’ Kuraja 24'21'’ | Marcatori | 15'58'’ Harnisch |

| Arbitri: | Maximilian Alkofer Christian Gundler Jacob Pawlowski |
| Crono:   | Mariia Glekova                                       |

|  |           |                                                                                              |
|  | Marcatori | 8'35'’, 17'24'’, 22'04'’ Jelavić 9'56'’ Perić 18'40'’ Jurlina 34'16'’ Sekulić 35'16'’ Kuraja |

| Arbitri: | Vlad Nicolae Ciobanu Bogdan Hanceariuc Liviu Dumitru Chita |
| Crono:   | Nikola Jelić                                               |

|                                                                                 |           |                      |
| Perić 11'17'’, 24'56'’, 34'09'’ Mataja 14'24'’ Postružin 34'44'’ Vukmir 38'12'’ | Marcatori | 36'04'’ (aut.) Mužar |

| Arbitri: | Yiangos Yiangou Michael Christofides Georgios Kozakos |
| Crono:   | Raafat Al Hamola                                      |

|               |           |                                                                                      |
| Cohen 32'41'’ | Marcatori | 23'34'’, 28'46'’ Dávid 23'50'’ Rábl 26'43'’ Hajmási 36'24'’ S. Horváth 39'58'’ Dróth |

| Arbitri: | Talgat Kosmukhambetov Turekhan Tursumbayev Aslan Galayev |
| Crono:   | Norbert Szilágyi                                         |

|             |           |               |
| Pál 30'21'’ | Marcatori | 37'58'’ Perić |

#### Girone 8
| Squadra   | P.ti | G | V | N | P | GF | GS | DR  |
| --------- | ---- | - | - | - | - | -- | -- | --- |
| Romania   | 10   | 4 | 3 | 1 | 0 | 12 | 5  | +7  |
| Finlandia | 7    | 4 | 2 | 1 | 1 | 11 | 3  | +8  |
| Danimarca | 0    | 4 | 0 | 0 | 4 | 5  | 20 | -15 |

| Arbitri: | Hikmat Qafarli Knyaz Amiraslanov Ali Jabrayilov |
| Crono:   | Pentek Laurentiu                                |

|                                                               |           |              |
| Hadnagy 9'12’, 29'53'’, 36'59'’, 38'24'’ Mancha 9'30'’ (rig.) | Marcatori | 7'41'’ Falck |

| Arbitri: | Daniel Matkovic Darko Boskovic Marco Rothenfluh |
| Crono:   | Arttu Kyynaeraeinen                             |

|                        |           |                              |
| Korpela 24'37'’ (rig.) | Marcatori | 21'45'’ Sasse 29'37'’ Araujo |

| Arbitri: | Marjan Mladenovski Josip Barton Done Ristovski |
| Crono:   | Martin Christensen                             |

|  |           |                                                                                              |
|  | Marcatori | 5'10'’ Kylmälä 10'06'’, 17'04'’ Kunnas 18'03'’ J. Kytölä 23'39'’ Lintula 25'27'’ Pikkarainen |

| Bucarest 1º marzo 2023, ore 18:00 (19:00 EET) | Romania                                     | 0 – 0 (0-0) referto | Finlandia | Rapid-Valentin Stanescu Hall\| Arbitri: \| Kamil Çetin Hakan Tezcan Fatma Özlem Tursun \| \| Crono: \| Laurentiu Deaconu \| |
| Arbitri:                                      | Kamil Çetin Hakan Tezcan Fatma Özlem Tursun |                     |           | |
| Crono:                                        | Laurentiu Deaconu                           |                     |           | |

| Arbitri: | Lars van Leeuwen Joern Te Kloeze Jacob van Dijke |
| Crono:   | Jonas Rossen                                     |

|                                            |           |                                                             |
| Jørgensen 2'21'’ Truelsen 13'32'’, 26'37'’ | Marcatori | 2'03'’, 4'55'’, 27'31'’ Sasse 8'50'’ Hadnagy 31'28'’ Iszlai |

| Arbitri: | Dominykas Norkus Mantas Pomeckis Irmantas Kaprasovas |
| Crono:   | Kirill Naishouler                                    |

|                                                         |           |                  |
| Vanha 3'26'’, 25'07'’ Hosio 13'31'’ Pikkarainen 35'26'’ | Marcatori | 38'30'’ Sorensen |

#### Girone 9
| Squadra  | P.ti | G | V | N | P | GF | GS | DR  |
| -------- | ---- | - | - | - | - | -- | -- | --- |
| Francia  | 10   | 4 | 3 | 1 | 0 | 14 | 2  | +12 |
| Serbia   | 7    | 4 | 2 | 1 | 1 | 9  | 5  | +4  |
| Norvegia | 0    | 4 | 0 | 0 | 4 | 5  | 21 | -16 |

| Arbitri: | Vlad Nicolae Ciobanu Bogdan Hanceariuc Liviu Dumitru Chita |
| Crono:   | Dag Erik Tangvik                                           |

|                           |           |                                                      |
| Eggen 8'22'’ Welo 33'34'’ | Marcatori | 5'19’, 37'21'’ Rosić 23'39'’ Rakić 36'30'’ Lazarević |

| Arbitri: | Gábor Kovács Norbert Szilágyi Péter Zimonyi |
| Crono:   | Aurélien Uzan                               |

| |           |                           |
| Mohammed 1'02'’, 39'25'’ Bendali 4'41'’, 22'58'’ M. Touré 11'44'’, 22'09'’, 28'50'’ M. Touré 34'46'’ Mouhoudine 38'29'’ | Marcatori | 39'27'’ (rig.) Andreassen |

| Sabac 12 ottobre 2022, ore 19:00 | Serbia                                         | 0 – 0 (0-0) referto | Francia | Zorka Šabac Sports Hall\| Arbitri: \| Moshe Bohbot Raafat Al Hamola Idan Berenshtein \| \| Crono: \| Petar Djaković \| |
| Arbitri:                         | Moshe Bohbot Raafat Al Hamola Idan Berenshtein |                     |         | |
| Crono:                           | Petar Djaković                                 |                     |         | |

| Arbitri: | Aslan Galayev Talgat Kosmukhambetov Turekhan Tursumbayev |
| Crono:   | Milos Dordevic                                           |

|                                                                                     |           |               |
| Tomić 9'19'’ Lazarević 14'57'’ Marinković 18'44'’ Rosić 29'58'’ Moen 31'21'’ (aut.) | Marcatori | 31'26'’ Eggen |

| Arbitri: | Denys Kutsyi Orest Dutsiak Sviatoslav Kliuchnyk |
| Crono:   | Preben Teigen Badar                             |

|                       |           |                                                        |
| Ramírez 3'48'’ (aut.) | Marcatori | 6'25'’ Benslama 31'06'’ Ramírez 34'27'’ (aut.) Rakvaag |

| Arbitri: | Eduardo Coelho Cristiano Santos Rúben Santos |
| Crono:   | Julien Lang                                  |

|                                     |           |  |
| Mohammed 15'15'’ Mouhoudine 26'48'’ | Marcatori |  |

#### Girone 10
| Squadra            | P.ti | G | V | N | P | GF | GS | DR |
| ------------------ | ---- | - | - | - | - | -- | -- | -- |
| Italia             | 8    | 4 | 2 | 2 | 0 | 22 | 14 | +8 |
| Svezia             | 4    | 4 | 1 | 1 | 2 | 14 | 18 | -4 |
| Macedonia del Nord | 4    | 4 | 1 | 1 | 2 | 11 | 15 | -4 |

| Arbitri: | Petar Radojcic Nebojsa Panic Nikola Rabrenović |
| Crono:   | Joseph Matti                                   |

|                                                                      |           |                                  |
| Smajlovic 16'23'’ Gashi 26'42'’, 33'18’, 38'18'’ Atai Najafi 31'18'’ | Marcatori | 1'05'’ Petrović 28'38'’ Micevski |

| Arbitri: | Denys Kutsyi Yevhen Hordiienko Mariia Myslovska |
| Crono:   | Done Ristovski                                  |

|                                                     |           |                                          |
| Ramadani 17'49'’ Petrović 35'45'’ Krstevski 39'57'’ | Marcatori | 10'38'’, 34'06'’ Motta 16'09'’ Lo Cicero |

| Arbitri: | Daniel Matkovic Darko Boskovic Marco Rothenfluh |
| Crono:   | Giovanni Zannola                                |

|                                                                                                   |           |                    |
| Musumeci 7'54'’ Motta 13'26'’ (rig.), 23'39'’ Isgrò 16'25'’ Marcelinho 28'07'’ Calderolli 38'21'’ | Marcatori | 39'55'’ Söderqvist |

| Arbitri: | Stefan Vrijens Juan Boelen Yasin Alageyik |
| Crono:   | Giovanni Zannola                          |

|                                                                                             |           |                                                    |
| Cutrupi 2'43'’ Musumeci 7'27'’ Marcelinho 16'02'’, 23'35'’ Motta 25'17'’ Calderolli 36'21'’ | Marcatori | 5'34'’ Krstevski 10'57'’ Petrović 21'36'’ Rangotov |

| Arbitri: | Trayan Enchev Kaloyan Kirilov Ivo Tsenov |
| Crono:   | Dejan Dimitrijevik                       |

|                                           |           |              |
| Rangotov 20'30'’, 25'26'’ Leovski 38'12'’ | Marcatori | 29'03'’ Diaz |

| Arbitri: | Petar Radojcic Oliver Nikolić Nebojsa Panic |
| Crono:   | David Glavonjic                             |

|                                                                                              |           | |
| Gashi 2'57'’, 37'46'’ Söderqvist 6'33'’, 16'14'’ (rig.), 19'30'’ Diaz 22'49'’ Hiseni 24'32'’ | Marcatori | 14'06'’, 39'49'’ Marcelinho 18'21'’, 20'35'’ Musumeci 24'22'’ (aut.) Jansson 30'05'’, 36'11'’ Isgrò |

#### Girone 11
| Squadra     | P.ti | G | V | N | P | GF | GS | DR |
| ----------- | ---- | - | - | - | - | -- | -- | -- |
| Ucraina     | 10   | 4 | 3 | 1 | 0 | 13 | 6  | +7 |
| Paesi Bassi | 5    | 4 | 1 | 2 | 1 | 8  | 9  | -1 |
| Kosovo      | 1    | 4 | 0 | 1 | 3 | 7  | 13 | -6 |

| Arbitri: | Kirill Naishouler Arttu Kyynaeraeinen Paavo Komppa |
| Crono:   | Jacob van Dijke                                    |

|                                    |           |                 |
| Dahmani 34'23'’ Ben Khalou 35'22'’ | Marcatori | 39'11'’ Rukovci |

| Arbitri: | Šarūnas Tamulynas Dominykas Norkus Mantas Pomeckis |
| Crono:   | Kiazo Leladze                                      |

|                                                    |           |                 |
| Cherniavskyi 14'19'’ Korsun 23'57'’ Melnyk 26'24'’ | Marcatori | 1'21'’ Kastrati |

| Arbitri: | Viktor Bugenko Ingus Puriņš Eduards Fatkulins |
| Crono:   | Kiazo Leladze                                 |

|                                                       |           |                            |
| Šoturma 5'21'’ Korsun 9'12'’, 39'53'’ Abakšyn 11'15'’ | Marcatori | 13'06'’, 13'33'’ Bouzambou |

| Arbitri: | Admir Zahovič Aleš Mocnik Peric Dejan Veselic |
| Crono:   | Besart Ismajli                                |

|                                  |           |                                                                                  |
| Maxharraj 16'48'’ Salihu 33'31'’ | Marcatori | 5'28'’ Cherniavskyi 8'17'’ Siryi 27'26'’ Mykytiuk 30'55'’ Fareniuk 33'06'’ Lebid |

| Arbitri: | Nicola Manzione Dario Pezzuto Martina Piccolo |
| Crono:   | Besart Ismajli                                |

|                                        |           |                                                     |
| Dervishaj 8'35'’, 28'52'’ Alaj 32'17'’ | Marcatori | 30'54'’ Ben Khalou 38'24'’ Bouyouzan 38'51'’ Bouzit |

| Arbitri: | Nikola Jelić Vedran Babic Dino Kramar |
| Crono:   | Lars Van Leeuwen                      |

|                  |           |                |
| Boukhari 19'52'’ | Marcatori | 9'41'’ Šoturma |

#### Girone 12
| Squadra    | P.ti | G | V | N | P | GF | GS | DR |
| ---------- | ---- | - | - | - | - | -- | -- | -- |
| Slovacchia | 8    | 4 | 2 | 2 | 0 | 8  | 2  | +6 |
| Germania   | 5    | 4 | 1 | 2 | 1 | 5  | 7  | -2 |
| Lettonia   | 3    | 4 | 1 | 0 | 3 | 7  | 11 | -4 |

| Arbitri: | Admir Zahovič Aleš Mocnik Peric Dejan Veselic |
| Crono:   | Kiazo Leladze                                 |

|                                                                |           |                |
| Baklanovs 3'01'’, 9'16'’, 16'52'’, 18'33'’ Mik. Babris 11'17'’ | Marcatori | 38'51'’ Wittig |

| Arbitri: | Marc Birkett Peter Nurse David Berry |
| Crono:   | Ladislav Angyal                      |

|                                          |           |  |
| Rick 10'18'’ Doša 22'18'’ Ševčík 23'07'’ | Marcatori |  |

| Arbitri: | David Grøndal Nissen Telmen Undrakh Omar Rafiq |
| Crono:   | Fatih Sava                                     |

|                        |           |              |
| Karpiak 28'06'’ (aut.) | Marcatori | 26'26'’ Doša |

| Levice 9 novembre 2022, ore 18:00 | Slovacchia                                      | 0 – 0 (0-0) referto | Germania | Športová hala Levice\| Arbitri: \| Hikmat Qafarli Knyaz Amiraslanov Ali Jabrayilov \| \| Crono: \| Angelos Daoutis \| |
| Arbitri:                          | Hikmat Qafarli Knyaz Amiraslanov Ali Jabrayilov |                     |          | |
| Crono:                            | Angelos Daoutis                                 |                     |          | |

| Arbitri: | Vlad Nicolae Ciobanu Liviu Dumitru Chita Laurentiu Deaconu |
| Crono:   | Florian Schreiber                                          |

|                                     |           |                     |
| Sözer 3'02'’, 31'13'’ Wittig 5'40'’ | Marcatori | 24'51'’ Mik. Babris |

| Arbitri: | Daniel Matkovic David Schaerli Darko Boskovic |
| Crono:   | Kiazo Leladze                                 |

|                   |           |                                                        |
| Baklanovs 37'05'’ | Marcatori | 6'38'’ Drahovský 33'16'’ Zaťovič 35'52'’, 38'00'’ Doša |

### Confronto tra le seconde classificate
| Girone    | Squadra     | Pt | G | V | N | P | GF | GS | DR  |
| --------- | ----------- | -- | - | - | - | - | -- | -- | --- |
| Girone 6  | Azerbaigian | 9  | 4 | 3 | 0 | 1 | 18 | 12 | +6  |
| Girone 8  | Finlandia   | 7  | 4 | 2 | 1 | 1 | 11 | 3  | +8  |
| Girone 9  | Serbia      | 7  | 4 | 2 | 1 | 1 | 9  | 5  | +4  |
| Girone 5  | Slovenia    | 7  | 4 | 2 | 1 | 1 | 10 | 7  | +3  |
| Girone 2  | Belgio      | 6  | 4 | 2 | 0 | 2 | 23 | 12 | +11 |
| Girone 3  | Rep. Ceca   | 6  | 4 | 2 | 0 | 2 | 12 | 11 | +1  |
| Girone 1  | Moldavia    | 6  | 4 | 2 | 0 | 2 | 11 | 12 | -1  |
| Girone 7  | Ungheria    | 5  | 4 | 1 | 2 | 1 | 10 | 9  | +1  |
| Girone 11 | Paesi Bassi | 5  | 4 | 1 | 2 | 1 | 8  | 9  | -1  |
| Girone 12 | Germania    | 5  | 4 | 1 | 2 | 1 | 5  | 7  | -2  |
| Girone 10 | Svezia      | 4  | 4 | 1 | 1 | 2 | 14 | 18 | -4  |
| Girone 4  | Lituania    | 4  | 4 | 1 | 1 | 2 | 4  | 11 | -7  |

Legenda:
      Turno élite
      Play-off del turno principale
Regole per gli ex aequo: 1) punti; 2) differenza reti; 3) reti segnate; 4) reti segnate in trasferta; 5) vittorie; 6) vittorie in trasferta; 7) punti disciplinari; 8) ranking UEFA

## Play-off del turno principale

### Sorteggio
Il sorteggio per i play-off del turno principale si è tenuto il 10 marzo 2023 alle 14:00 presso il quartier generale dell'UEFA a Nyon, in Svizzera. Il sorteggio era privo di teste di serie e non erano presenti restrizioni.
| Gruppo | 2ᵉ classificate |
| ------ | --------------- |
| 1      | Moldavia        |
| 2      | Belgio          |
| 3      | Rep. Ceca       |
| 4      | Lituania        |
| 7      | Ungheria        |
| 10     | Svezia          |
| 11     | Paesi Bassi     |
| 12     | Germania        |

### Partite
Le vincitrici avanzano al turno élite. Le gare si sono svolte tra il 12 e il 19 aprile 2023. Gli orari sono indicati come CEST (UTC+2), come indicato dall'UEFA. Gli orari locali, se differenti, sono indicati tra parentesi.
| Squadra 1   | Totale | Squadra 2 | Andata | Ritorno           |
| ----------- | ------ | --------- | ------ | ----------------- |
| Belgio      | 5 - 5  | Ungheria  | 2 - 1  | 3 - 4 (3 - 4 dtr) |
| Paesi Bassi | 11 - 3 | Moldavia  | 5 - 2  | 6 - 1             |
| Svezia      | 4 - 8  | Germania  | 2 - 4  | 2 - 4             |
| Rep. Ceca   | 7 - 3  | Lituania  | 5 - 2  | 2 - 1             |

#### Andata
| Arbitri: | Juan José Cordero Gallardo Alejandro Martinez Flores Pablo Delgado Sastre |
| Crono:   | Yasin Alageyik                                                            |

|                                |           |               |
| Ghislandi 6'00'’ Rahou 33'30'’ | Marcatori | 11'53'’ Dróth |

| Arbitri: | Gábor Kovács Norbert Szilágyi Péter Zimonyi |
| Crono:   | David Glavonjic                             |

|                                       |           |                                                          |
| Azizi 5'29'’ Smajlovic 35'36'’ (rig.) | Marcatori | 3'05'’, 13'34'’ Ak 21'46'’ Drees Rodriguez 29'25'’ Meyer |

| Arbitri: | Nikola Jelić Vedran Babic Dino Kramar |
| Crono:   | Ondřej Černý                          |

|                                                                        |           |                                            |
| Seidler 3'19'’ Rešetár 3'48'’ P. Drozd 10'11'’, 34'58'’ Vokoun 25'08'’ | Marcatori | 12'01'’ Derendiajev 35'54'’ E. Baranauskas |

| Arbitri: | Cédric Pelissier Victor Chaix Julien Lang |
| Crono:   | Ibrahim El Jilali                         |

|                                                                             |           |                      |
| Dahmani 13'30'’, 17'55'’ Boukhari 22'11'’ Bouzit 33'50'’ Ben Khalou 39'49'’ | Marcatori | 0'10'’, 8'27'’ Obadă |

#### Ritorno
| Arbitri: | Cristiano Santos Eduardo Fernandes Coelho Filipe Gonçalo Santos Duarte |
| Crono:   | Ádám Czene-Joó                                                         |

|                                                                |                      |                                              |
| Pál 15'34'’ Rahou 17'49'’ (aut.) Dróth 36'17'’ Hajmási 45'28'’ | Marcatori            | 8'42'’ Ah. Sababti 9'53'’, 47'09'’ Rahou     |
| Vas Pál Nagy Hajmási Rábl                                      | Tiri di rigore 3 – 4 | Gréllo Ah. Sababti Ghislandi Rahou El Fakiri |

| Arbitri: | Nicola Maria Manzione Chiara Perona Martina Piccolo |
| Crono:   | Šarūnas Tamulynas                                   |

|                  |           |                                  |
| Samsonik 13'06'’ | Marcatori | 11'49'’ P. Drozd 25'16'’ Seidler |

| Arbitri: | Marc Birkett Peter Nurse Oliver Rodriguez-Ballinger |
| Crono:   | Maximilian Alkofer                                  |

|                                                         |           |                          |
| Drees Rodriguez 19'16'’, 35'24'’ Sözer 23'04'’, 39'00'’ | Marcatori | 19'40'’, 29'13'’ Kadivar |

| Arbitri: | Aleš Mocnik Peric Admir Zahovič Jernej Petek |
| Crono:   | Igor Soltanici                               |

|                         |           |                                                                                                  |
| Pasaribu 36'44'’ (aut.) | Marcatori | 19'48'’ Velseboer 21'29'’ Bouyouzan 28'59'’, 33'49'’ Bouzit 30'37'’ Bouzambou 35'27'’ van Houtum |

## Squadre qualificate
| Girone | Vincitrici | Migliori 2ᵉ classificate | Vinc. play-off del turno principale |
| ------ | ---------- | ------------------------ | ----------------------------------- |
| 1      | Spagna     |                          |                                     |
| 2      | Georgia    |                          | Belgio                              |
| 3      | Armenia    |                          | Rep. Ceca                           |
| 4      | Portogallo |                          |                                     |
| 5      | Kazakistan | Slovenia                 |                                     |
| 6      | Polonia    | Azerbaigian              |                                     |
| 7      | Croazia    |                          |                                     |
| 8      | Romania    | Finlandia                |                                     |
| 9      | Francia    | Serbia                   |                                     |
| 10     | Italia     |                          |                                     |
| 11     | Ucraina    |                          | Paesi Bassi                         |
| 12     | Slovacchia |                          | Germania                            |